# Волим те ћутањем (роман)
Волим те ћутањем је љубавни роман ауторке Аби Гривс (енгл. Abbie Greaves).

## О роману
Ћутање у неким тренуцима може бити гласније од било које изговорене речи. Књига Волим те ћутањем,потврђује ту чињеницу. Ово је искрена, животна прича. По речима Џоџо Мојес, Волим те ћутањем је изузетан дебитантски роман препун неочекиваних обрта.

## О аутору
Аби Гривс је енглеска ауторка, родом  из Велике Британије. Завршила је студије на Универзитету Кембриџ, а затим је почела да ради као књижевница. Живи у Единбургу са и бави се писањем различитих љубавних романа.